# 군사재판
군사재판(軍事裁判)은 군대내에 설치된 군사법원에서 군형법 등 군법을 어긴 범죄자에 대하여 유죄 및 무죄의 여부와 형량을 선고를 하는 형사재판이며, 형사재판 이외에는 불명예전역 관련 소송 건만 가능한 재판이다. 따라서 군법에 위반된 형사재판과 당사자가 불명예전역 관련 재판만 하며 민사재판 등 다른 종류의 재판은 하지 않는다.
대상은 군형법에 규정되어 있는 군인 및 준군인이 범죄를 하였을때와 군형법에서 민간인이나 외국인이 위반하면 적용대상이 되는 군범죄를 범한 민간인이나 외국인이다. 군사법원에서 재판한다.

## 3심제
3심제 채택: 일반군사법원 -> 서울고등법원 -> 대법원

계엄령(戒嚴令)등에 의하거나 전시상황이 아닌 경우에는 군사재판이라고 할지라도 3심재판을 하는 것을 원칙으로 하고있다. 그러나 계엄령 및 전시상황이라 할지라도 사형에 해당하면 3심재판이 원칙이다.

1심인 일반군사법원은 국방부는 국방부내에, 육군은 사단급 이상 부대에, 해군은 함대급 이상 부대에, 공군은 비행단급 이상 부대에 각각 설치하여 운영하고 있었으나 5개 지역군사법원에서 1심을 맡게된다.단 입대전 범죄와 군인 성범죄 그리고 군인사망사건의 원인이 되는 범죄는 1심부터 민간경찰 관할에, 일반법원이 담당한다.

2심은 서울고등법원에서 담당한다. 과거에는 고등군사법원은 국방부에 설치하여 운영하고 있었으나 개편되어서 서울고등법원이 항소심을 맡는다.

3심은 여타 재판과 마찬가지로 대한민국 최고법원인 대법원에서 관할하도록 되어있다.

## 재판대상
원칙적으로 군사재판의 피소대상은 군인(병사, 부사관, 장교)과 군무원이며, 군인신분으로 복무하는 동안에만 기소를 할 수 있다. 단 해당 군인이 입대하기 전에 발생한 사건 및 군인이 저지른 성범죄와 군인 사망의 원인이 되는 사건은 민간 경찰 및 민간법원 관할이다. 전역한 이후에는 군 형법을 통하여 고소할 수 없으며, 군 복무기간에 발생한 위법한 사항에 대하여는 별도로 형사재판이나 민사소송을 통하여 구제가능하다. 군사재판은 군인 및 군무원에만 적용될 수 있지만, 예외적으로 군사기밀보호법 위반, 초병·초소·유독음식물공급·포로·군용물에 관한 죄를 범한 경우 혹은 비상계엄이 선포된 경우에는 군사법원에서 재판을 관할할 수 있다.

## 재판관
재판관은 법무병과의 군판사(軍判事)와 일반 심판관(審判官)으로 구성된다.

- 고등군사법원: 군판사 3명 (특별한 경우 심판관 2인 관여)

- 보통군사법원: 군판사 2명 + 심판관 1명

군판사는 국방부장관이나 각군 참모총장이 군법무관중에 지명할 수 있으며, 심판관은 군의 특수성을 재판에 반영하기 위하여 일반 장교 중에서 선발된다.

이번 윤병장 사건에서 볼 수 있듯이, 재판은 일반인들에게도 공개하여 진행할 수 있다.

## 배심 제도
일반 사회의 국민참여재판과 비슷한 구조로 군사재판에서도 배심제도 도입이 입법예고되었다.
배심원 선정시 관할 군사법원 구역에 있는 장병들을 무작위로 선정하도록 했으며 당해 사건과 일정한 관계가 있는 경우 및 군법무관 및 군 사법 경찰관(군사경찰 포함)는 배심원이 될 수 없도록 했다.
또한 군 사회의 특수성을 감안해서 아래와 같은 배심원들로 구성이 된다.
- 피고인이 장관급 장교(장군 및 제독)인 경우에는 각 군 참모총장을 제외한 장관급 장교(준장-대장)로 배심원을 구성한다.
- 피고인이 장교인 경우에는 장교로 배심원을 구성한다.(소위-대령.영관급은 영관급끼리 위관급은 위관급끼리 배심원을 맡는다.)
- 피고인이 군무원인 경우에는 군무원으로 배심원을 구성한다.
- 피고인이 부사관(하사-선임원사)인 경우 부사관으로 구성한다.
- 피고인이 준사관(준위)인 경우 준사관으로 구성한다.
- 피고인이 병인 경우 1/3 이상을 병(이병-병장)으로 구성하며 이 중 절반은 분대장 직책을 가진 상병.병장으로 구성된다. 나머지는 부사관(하사-선임원사)으로 구성한다.

## 형량감형권
형량감형권이란 군단장급 이상 장교가 1심 재판의 판결결과에 대하여 소속 부대원들의 형량을 자의적으로 감형해줄 수 있는 권한을 말한다.

다만 형량감형권이 매우 자의적이고 명확한 지침이 없는 만큼 폐지되거나 공개되어야 한다는 의견이 예전부터 지속적으로 요구되어왔으나, 군은 계속적으로 이를 묵살하고 있다.

## 재판의 효력
재판의 효력은 일반재판과 동일하게 진행된다.

## 형의 집행
군사법원에서 정해진 형에 따라서 형을 집행하게 되며, 형이 확정된 경우 전부 병적에서 제적되며 장교는 국군교도소에서 정해진 형을 마칠 때까지 수감생활을 하며 이 외 부사관.병은 전부 법무부 소속의 민간교도소로 이감이 된다. 사형이 확정된 경우는 법무부 소속의 교도소로 이감이 되지 않고 국군교도소 내에서 수감생활을 하다가 군형법 제 3조에 따라 소속군 참모총장 또는 군사법원의 관할관이 지정한 장소에서 총살형에 처해진다. 징역 혹은 금고형일 경우에는 군 내에서 저지른 범죄에 한해서 1년 6개월 미만인 경우에는 국군교도소에서 수감생활을 하게 된다. 자격정지 이상의 형량이 나올 경우 장교, 부사관, 군무원은 지위를 상실하게 된다.

군 교도소라고 할지라도 군수형자가석방심사등에관한규칙에 따라 모범수는 가석방이 가능하다.

전쟁 중이거나 종전 후 전쟁범죄를 범한 범죄자(주로 패전국의 수뇌부)를 재판하는 것도 군사재판에 해당하는 데 이들의 재판은 전범재판으로서 별도로 분류하기도 한다.

## 같이 보기
- 군범죄
- 군형법
- 군사법원
- 군법회의
- 대한민국 군형법의 범죄 목록